# Sara (cantante)
Liviana Borsarini, nota come Sara Borsarini, o semplicemente Sara (Sant'Agata Bolognese, 9 settembre 1949), è una cantante italiana.

## Biografia
Inizia lo studio del canto con la maestra Alda Scaglioni (la stessa di Gianni Morandi), per proseguire da autodidatta.
È finalista al Festival di Ancona nel 1967.
Nel 1968 partecipa al Festival di Castrocaro, dove è semifinalista con una sua interpretazione del brano Se telefonando. Lo stesso anno prende parte alla trasmissione TV Settevoci, condotta da Pippo Baudo.
Prende parte al Festival del Messico con Tony Renis nel 1969.
Ottiene un contratto discografico con la Numero Uno di Lucio Battisti dal 1970 al 1973. Qui, su iniziativa del musicista reatino, assumerà il nome d'arte di Sara (più immediato e di maggiore impatto commerciale), ed inciderà i singoli Uomini/Perché dovrei e Io mamma/Ti perdono. Le canzoni sono scritte dallo stesso Battisti (senza l'ausilio di Mogol pur comparendo quest'ultimo nei crediti; il brano Ti perdono in particolare è scritto in collaborazione con Dattoli e Salerno).
Negli anni di permanenza alla Numero Uno, Sara partecipa attivamente alla registrazione degli LP di Battisti, fornendo la sua voce per i cori e avendo anche una parte solista in Sognando e risognando (inserita nell'album Umanamente uomo: il sogno, 1972).
Nel 1972 partecipa al Festival di Sanremo in supporto ai Delirium con Jesahel.
Nel 1975 è cantante nei Cinque Lire, primo gruppo di Gaetano Curreri.
Dal 1975 al 1980 fa parte del gruppo Tombstones, con cui girerà molte fra le più importanti discoteche dell'epoca, riscuotendo grande successo. 
Nel 1975 esce il singolo Angie Baby/I'm sorry for you (Dischi Ricordi), ripresa del successo di Helen Reddy, con la produzione di Drupi. Con i Tombstones partecipa anche al Festivalbar 1977 con Maledentro, vincendo il premio come "miglior gruppo debuttante" (3).
Nel 1980 è in tournée con gli Area. Quindi è presente nella band di Tony Esposito, impegnata nel tour a supporto dell'uscita dell'LP Tamburo (1982), con Brian Auger come ospite fisso.

## Discografia

### Singoli
Solista
- 1970 – Uomini/Perché dovrei (Numero Uno, ZN 50100)
- 1972 – Io mamma/Ti perdono (Numero Uno, ZN 50139)

Con i Tombstones
- 1975 – Angie Baby/I'm Sorry for you (Dischi Ricordi, SRL 10753)
- 1977 – Maledentro/Paura (Fonit Cetra, SPF 31325)
- 1977 – Maledentro/Slow Down (con John Miles; Jukebox - Fonit, Decca JB 688)

### Collaborazioni
- 1982 – corista nell'album Tamburo di Tony Esposito (Bubble, BLU 19611)